# Lomme
Lomme és un antic municipi francès a la regió dels Alts de França, al departament del Nord. En febrer de l'any 2000, va canviar el seu estatus a municipi associat al municipi de Lilla. L'any 2006 tenia 27.940 habitants. Limita amb els municipis de Lilla, Lambersart, Lompret, Pérenchies, Capinghem, Englos, Sequedin, Loos i Haubourdin.

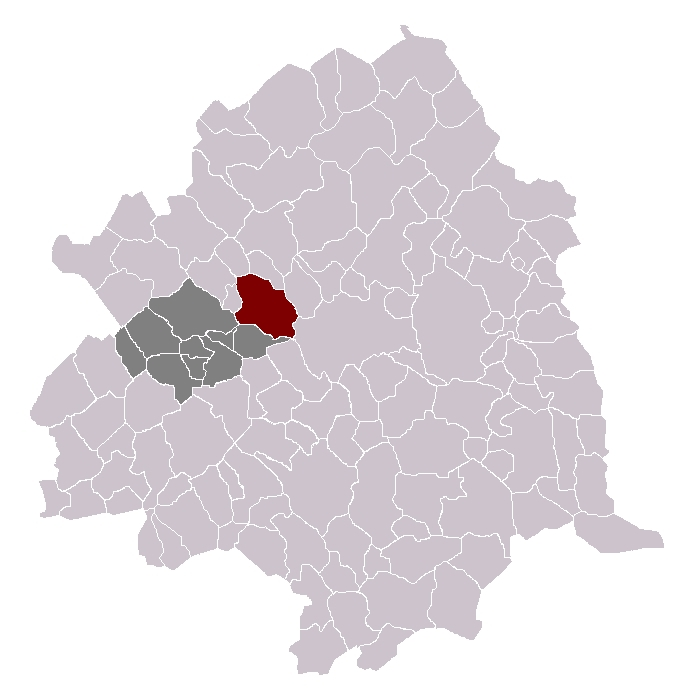
Ubicació de Lomme dins del cantó i el districte

| Evolució de la població |      |      |      |      |      |      |      |      |
| 1793                    | 1800 | 1806 | 1821 | 1831 | 1836 | 1841 | 1846 | 1851 |
| 1782                    | 1757 | 1747 | 1767 | 2067 | 2181 | 2309 | 2480 | 2421 |

| 1856 | 1861 | 1866 | 1872 | 1876 | 1881 | 1886 | 1891 | 1896 |
| ---- | ---- | ---- | ---- | ---- | ---- | ---- | ---- | ---- |
| 2465 | 2952 | 3596 | 3870 | 4099 | 4364 | 4836 | 5245 | 5677 |

| 1901 | 1906 | 1911   | 1921   | 1926   | 1931   | 1936   | 1946   | 1954   |
| ---- | ---- | ------ | ------ | ------ | ------ | ------ | ------ | ------ |
| 7065 | 8993 | 10 761 | 11 321 | 18 288 | 20 684 | 21 583 | 18 469 | 23 488 |

| 1962   | 1968   | 1975   | 1982   | 1990   | 1999   | 2006   | 2011 | 2016 |
| ------ | ------ | ------ | ------ | ------ | ------ | ------ | ---- | ---- |
| 27 650 | 29 315 | 29 262 | 28 281 | 26 549 | 27 940 | 28 488 | -    | -    |

| 2019 | - | - | - | - | - | - | - | - |
| ---- | - | - | - | - | - | - | - | - |
| -    | - | - | - | - | - | - | - | - |

| Període   | Identitat       | Partit |
| --------- | --------------- | ------ |
| 1947-1990 | Arthur Notebart | PS     |
| 1990-     | Yves Durand     | PS     |